# Akyeniköy, Didim
Ak-Yeniköy là một thị trấn thuộc huyện Didim, tỉnh Aydın, Thổ Nhĩ Kỳ. Dân số thời điểm năm 2010 là 2.391 người.